# Chromotropizm (biologia)
Chromotropizm – reakcja ruchowa rośliny zależna od barwy światła padającego z określonego kierunku.